# (6903) 1989 XM
A (6903) 1989 XM a Naprendszer kisbolygóövében található aszteroida. Yoshiaki Oshima fedezte fel 1989. december 2-án.